# Torre di Rossenella

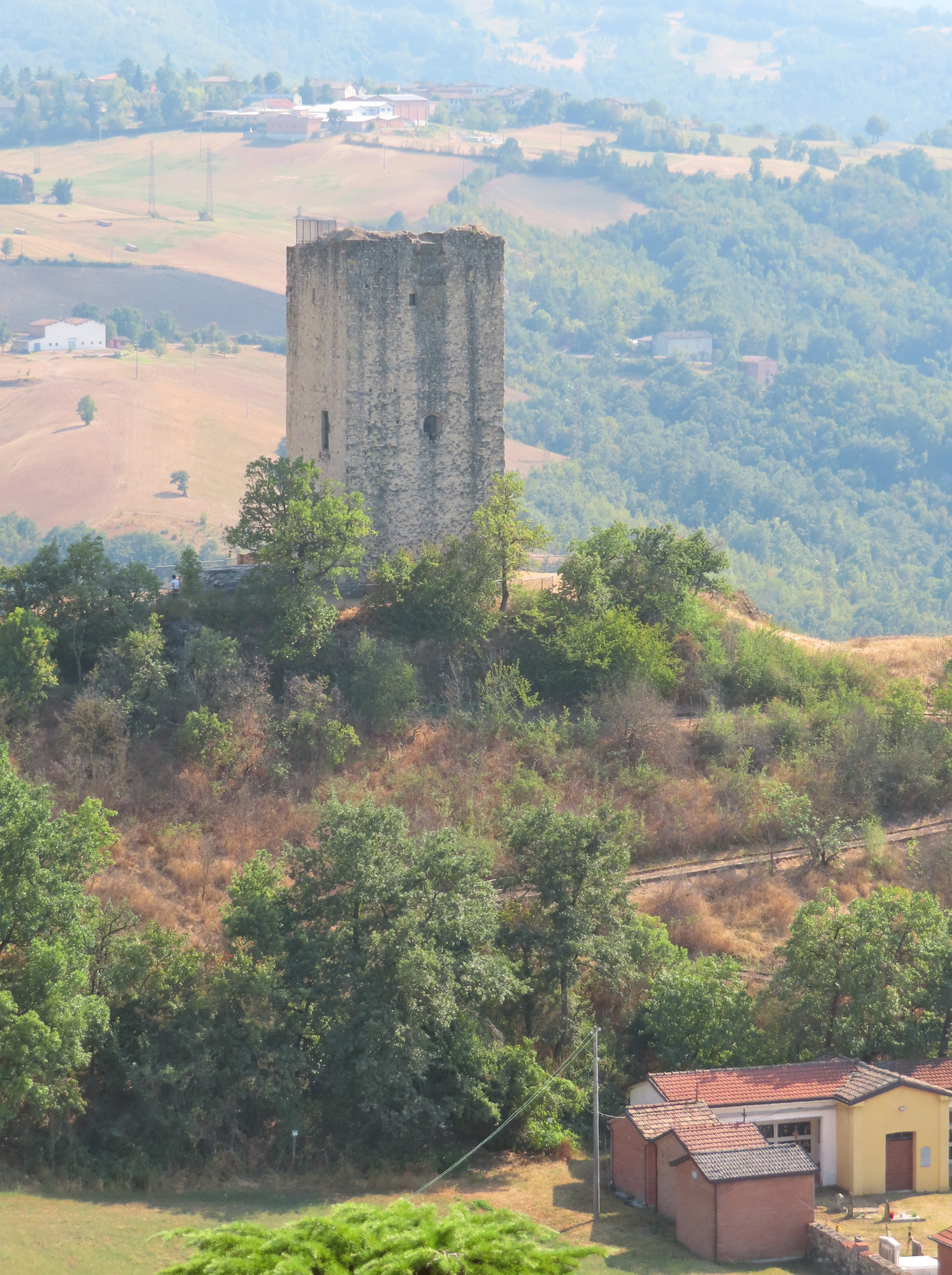
Torre di Rossenella in Canossa, Nord- und Ostseite

Die Torre di Rossenella, auch Rossenella oder Guardiola genannt, ist ein Turm in Rossena, einem Ortsteil von Canossa in der italienischen Region Emilia-Romagna. Er steht in der Riserva Naturale Orientata della Rupe di Campotrera, einem Landschaftsschutzgebiet von bemerkenswertem geologischen und Umweltinteresse. Er ist Teil des Circuito dell’Associazione dei Castelli del Ducato di Parma, Piacenza e Pontremoli.

## Geschichte
Die Torre di Rossenella, die einigen Quellen zufolge aus dem 10. Jahrhundert stammt und Teil des mathildischen Festungssystems ist, erscheint in der Inventarliste der Güter, die Azzo da Correggio unter der Gerichtsbarkeit des Castello di Rossena hinterlassen hat. 1402 verlehnte Gian Galeazzo Visconti den Turm den Brüdern Ottone, Giacomo und Giovanni, den Söhnen von Nicolò de’ Terzi, seinem Verbündeten im Krieg gegen Giovanni I. Bentivoglio; später gelangte er in den Besitz der Familie Da Correggio. 1558 erlitt das Gebäude schwere Schäden durch den Angriff der Truppen des Herzogs Alfonso II. d’Este. Seit dieser Zeit blieb der Turm eine Ruine und wurde erst im 21. Jahrhundert wieder repariert und restauriert; die Arbeiten endeten 2007.
Der Turm bildete einen Vorposten für die Burgen von Rossena und Canossa und hatte grundsätzlich auch eine Signalfunktion.
Der Name des Turms und des Ortes, an dem er steht, ist von dem rötlichen Gestein vulkanischen Ursprungs abgeleitet, das die gesamte Gegend kennzeichnet.

### Galeriebilder

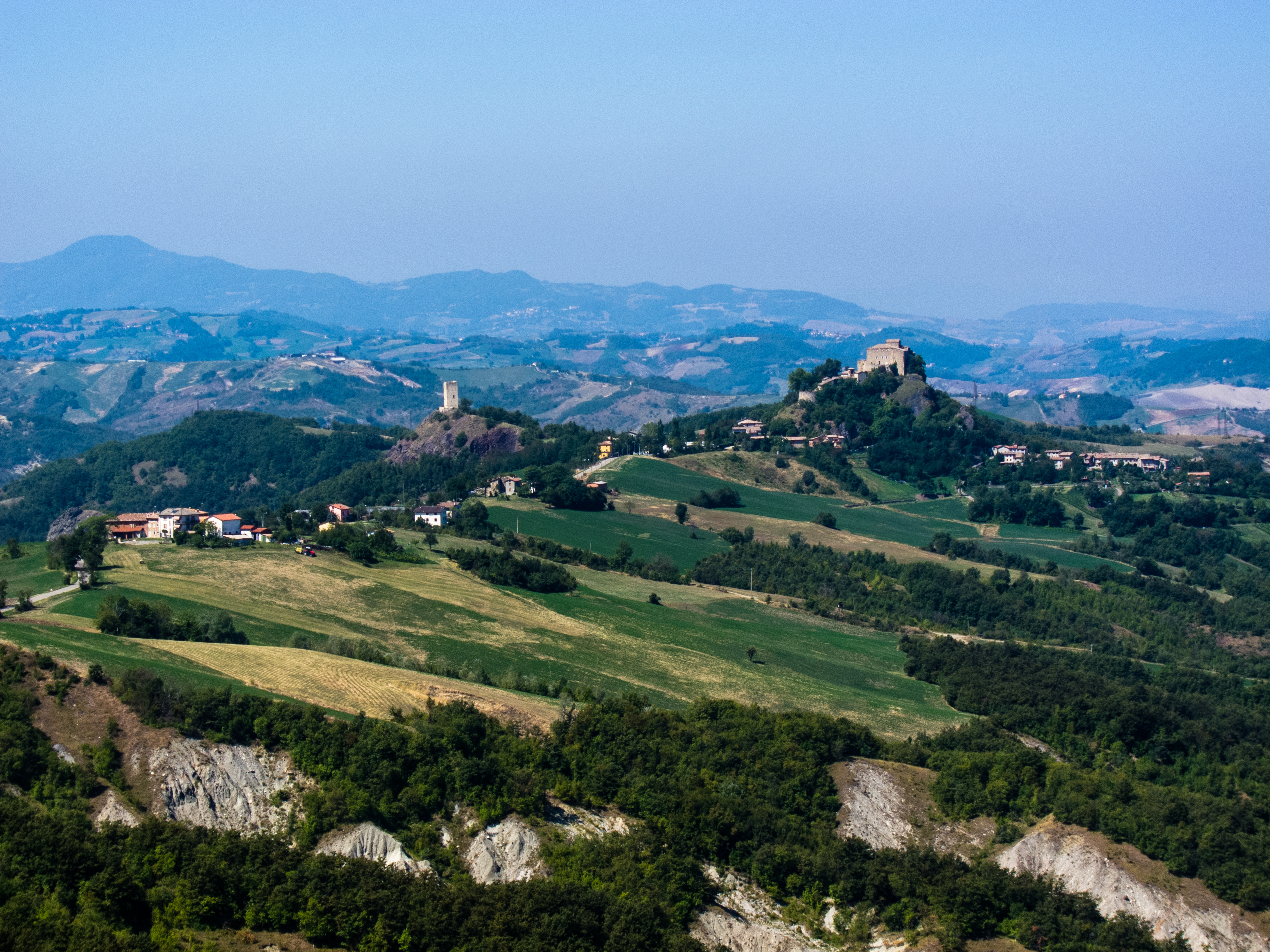
Castello di Rossena und Torre di Rossenella
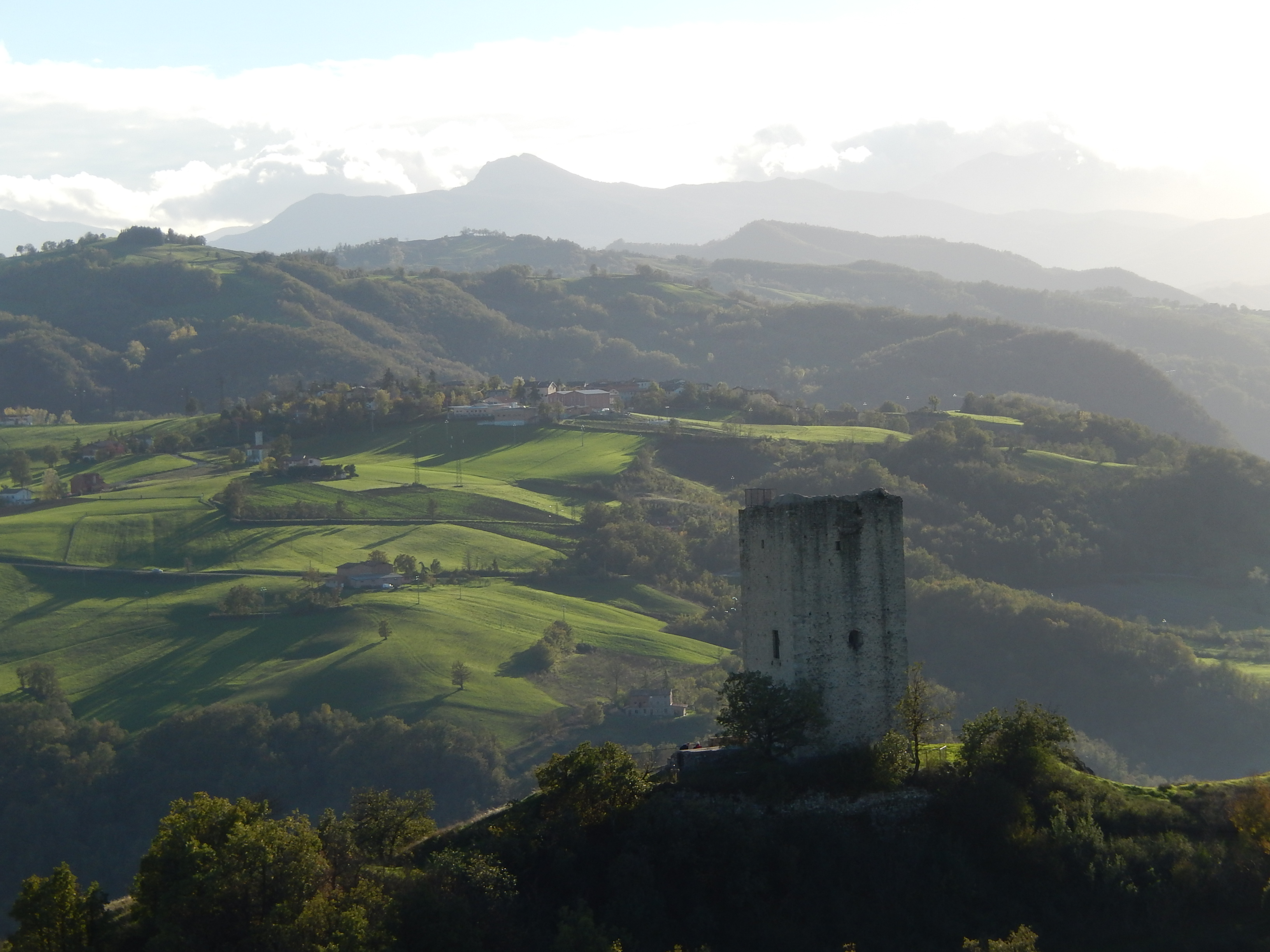
Rossenella
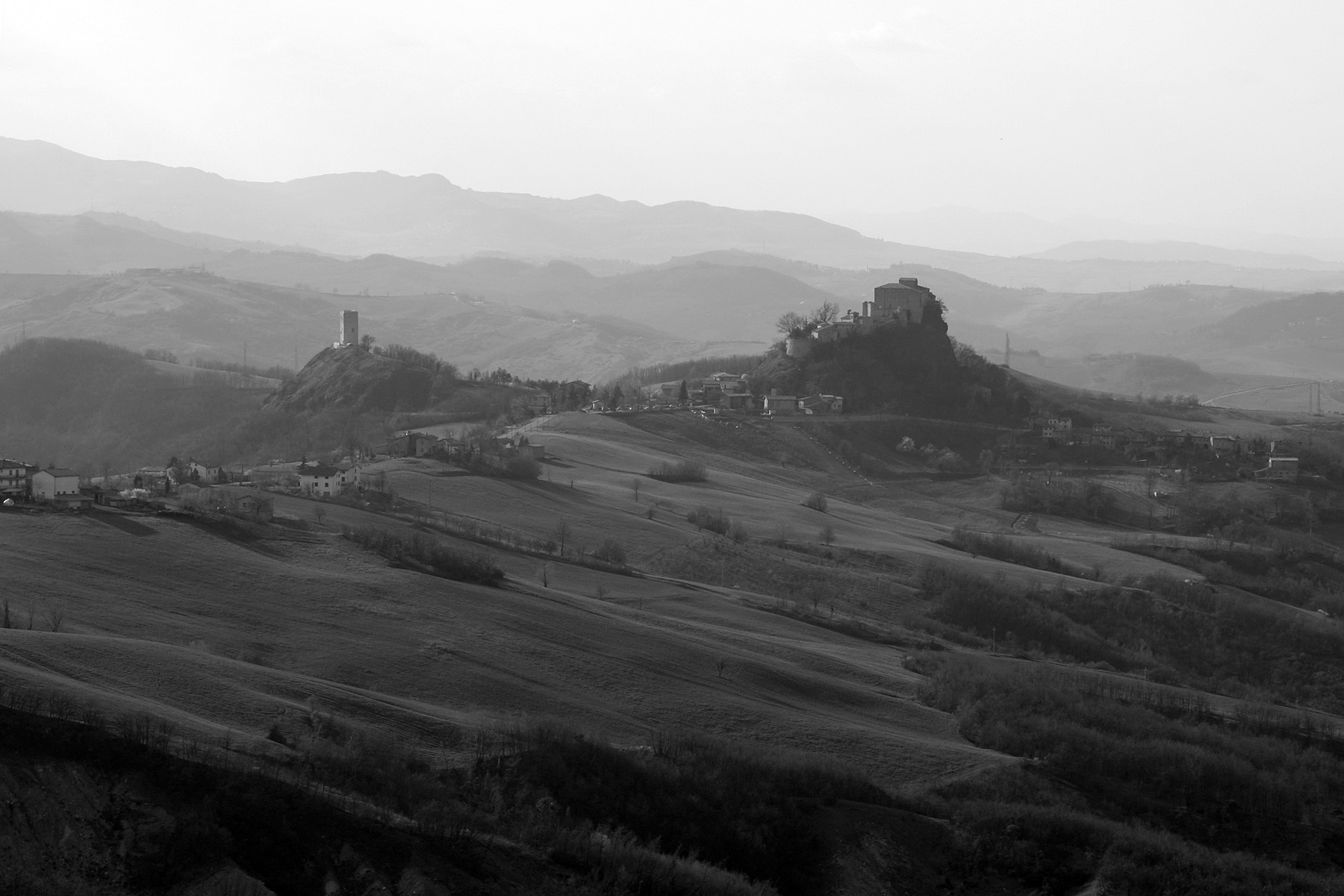
Turm und Burg von Rossena
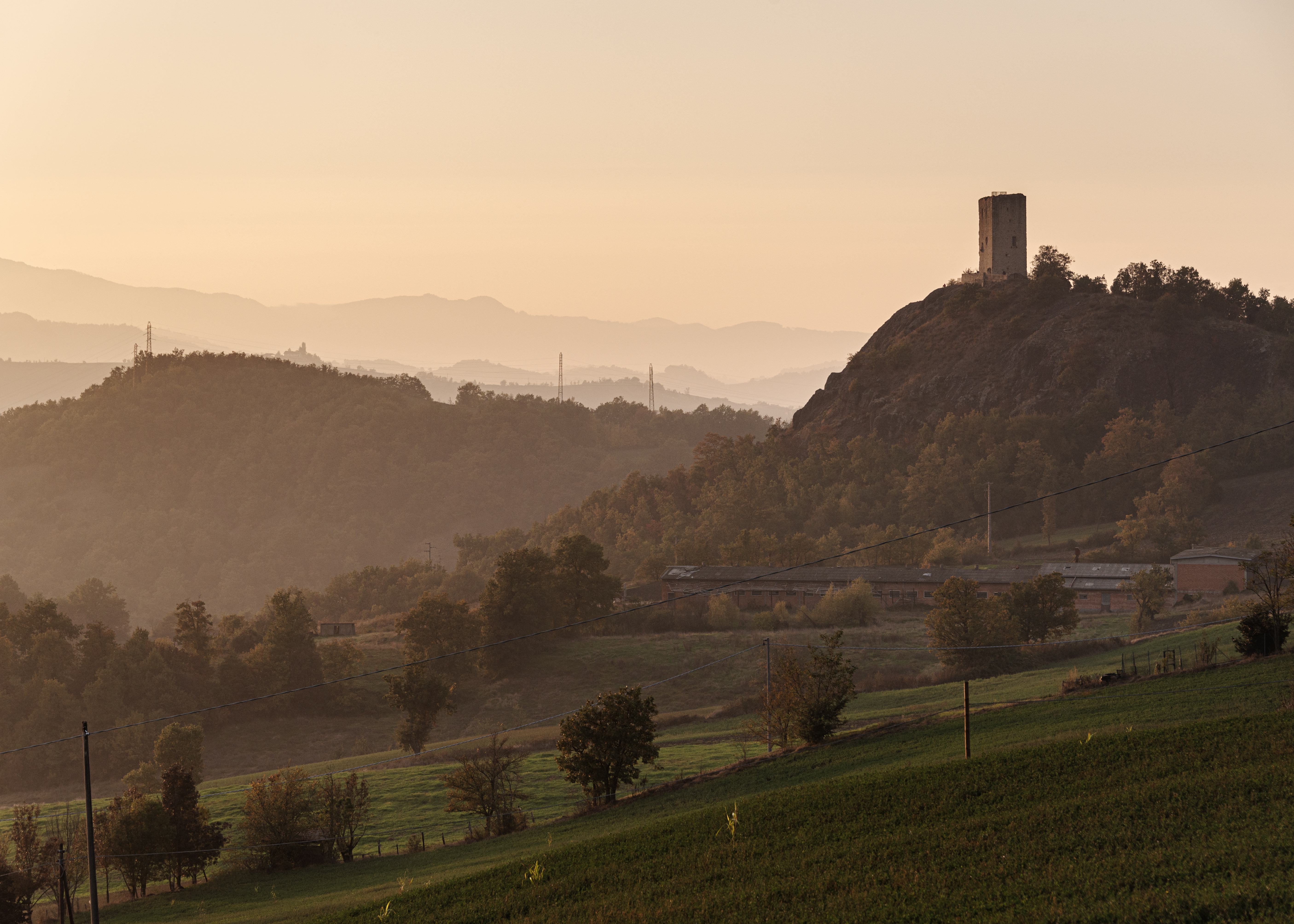
Torre di Rossenella

## Beschreibung
Das Gebäude hat einen rechteckigen Grundriss von etwa 8 Metern × 9 Metern und ist genau nach den Himmelsrichtungen ausgerichtet: Die Längsseiten zeigen nach Norden und Süden, die kurzen Seiten nach Osten und Westen. Es hat vier Stockwerke:
- Erdgeschoss: Es hat keinen Zugang von außen und diente als Lagerraum für Lebensmittel. Man gelangt vom ersten Obergeschoss über eine innen angebrachte Leiter dorthin;[8]
- Erstes Obergeschoss: Dort waren die Räume des Kastellans. Man gelangt von außen über eine Leiter, die man entfernen kann, dorthin;
- Zweites Obergeschoss: Es diente als Schlafkammer für die Wachen;[6]
- Drittes Obergeschoss: Es wurde grundsätzlich von den Soldaten für die Ausschau nach möglichen feindlichen Truppen genutzt.